# 浄徳寺 (千葉県長南町)
浄徳寺（じょうとくじ）は、千葉県長生郡長南町にある臨済宗妙心寺派の寺院。山号は白鳥山。

## 歴史
この寺は、南北朝時代の1339年（暦応2年）に象外禅鑑によって開創されたと伝えられる。江戸時代には江戸幕府から朱印状を与えられていた。明治に入り明治維新によって1868年（慶応4年）7月に設置された安房上総知県事役所がこの寺に置かれた。

## 文化財

### 町指定史跡
- 安房上総知県事役所跡